# 四大名琴
四大名琴通常指：
- 古代中國四張古琴的總稱，古琴名稱分別是：號鐘、繞梁、綠綺和焦尾[1]。[2]
- 中國岭南四張唐代古琴的合稱，又稱「廣東四大名琴」，為春雷、秋波、天蠁和綠綺台，有以都梁、松雪代替秋波之說。[3][4]

## 中國四大名琴
- 號鐘
齊桓公收藏的周代的名琴。號鐘的琴音之宏亮，所奏出的悲涼旋律，能使人感動流淚。[2]
- 繞梁
楚莊王所有，據說由華元所獻。繞梁之名正指其音色特點，乃餘音不斷，纏繞回蕩。[5]
- 綠綺
琴內有銘文：「桐梓合精」。相傳綠綺通體黑色，隱隱泛著幽綠，有如綠色藤蔓纏繞於古木之上，因而名為“綠綺”。原為梁王所藏，後司馬相如為梁王賦《如玉賦》，梁王以綠綺贈之。綠綺的音色絕妙，更成了古琴的別稱，如李白有诗云“蜀僧抱绿绮”。[2]
- 焦尾
蔡邕所製，因其琴尾留有焦痕而取名[6]。後為齊明帝所有，明朝再由王逢年所藏。[2]

## 岭南四大名琴
- 春雷
張大千舊藏。張大千去世後，此琴存於国立故宫博物院。
- 秋波 
蕉叶式，曾为南宋的杨万里所藏，此琴至今已下落不明。[3]
- 天蠁（音近「向」，蛹中蟲之義）
為詩人韦应物所有，後流散民间，現藏於廣州博物館。
- 绿绮台
為二張綠綺台琴中的武德琴，仲尼式，明武宗常用之琴，為书法家邓尔雅後人所藏。[3]